# 10, 9, 8, 7, 6, 5, 4, 3, 2, 1
10, 9, 8, 7, 6, 5, 4, 3, 2, 1 – czwarty album studyjny australijskiej grupy rockowej Midnight Oil. Album został wydany w 1982 roku.

## Lista utworów
1. "Outside World" (James Moginie)
2. "Only the Strong" (Robert Hirst, Moginie)
3. "Short Memory" (Hirst, Moginie, Peter Garrett)
4. "Read About It" (Hirst, Moginie, Garrett)
5. "Scream in Blue" (Martin Rotsey, Moginie, Garrett)
6. "US Forces" (Moginie, Garrett)
7. "Power and the Passion" (Hirst, Moginie, Garrett)
8. "Maralinga" (Moginie, Garrett)
9. "Tin-legs and Tin Mines" (Rotsey, Moginie, Garrett)
10. "Somebody's Trying to Tell Me Something" (Hirst, Rotsey, Moginie, Peter Gifford, Garrett)

## Twórcy albumu
- Peter Garrett – wokal
- Rob Hirst – perkusja, dalszy wokal
- Jim Moginie – gitara, keyboard
- Peter Gifford – bas, dalszy wokal
- Martin Rotsey – gitara